# St. Moritz (Pölsfeld)

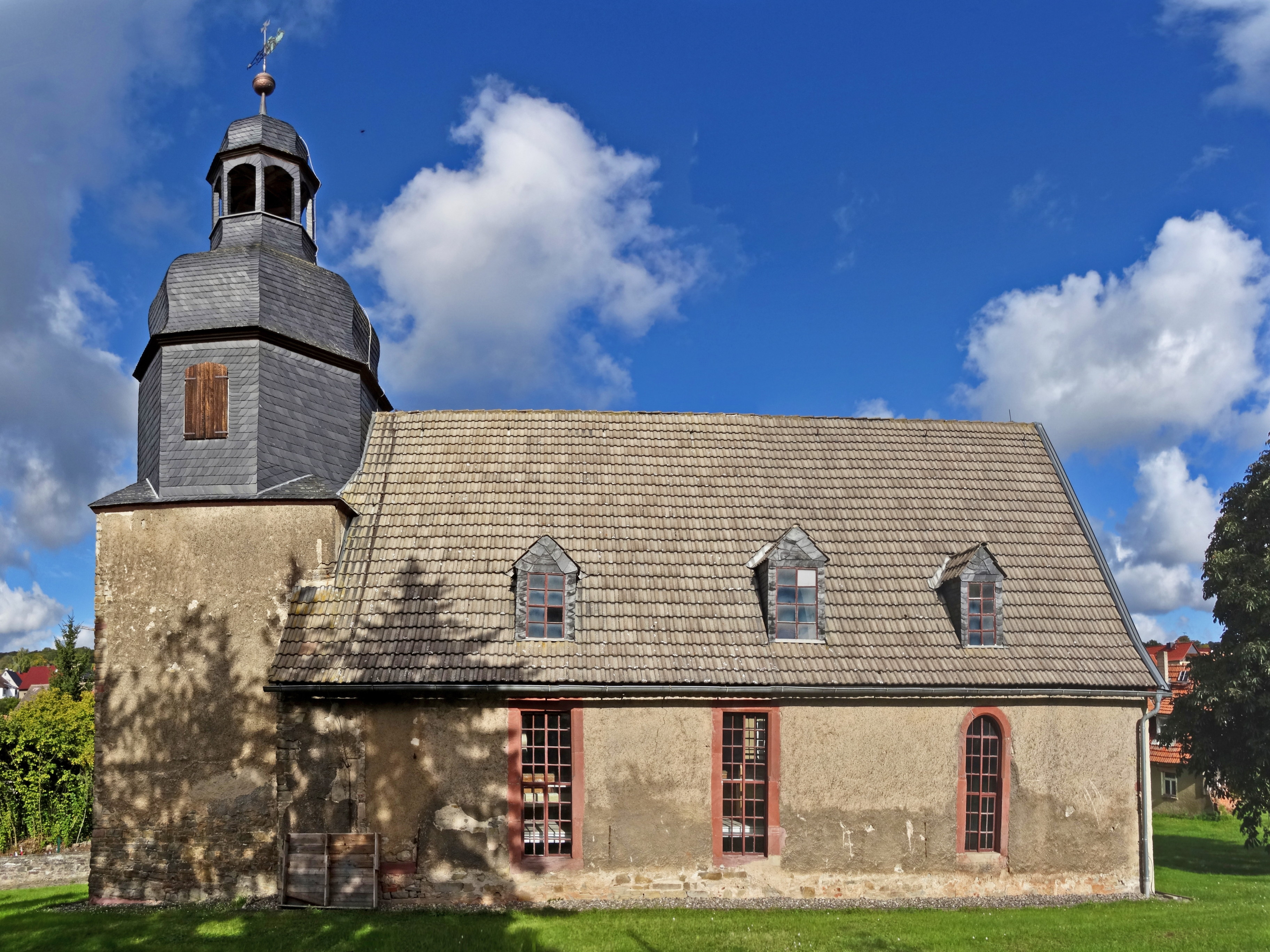
Die Kirche

Die evangelische Dorfkirche  St. Moritz steht im Ortsteil Pölsfeld der Stadt Allstedt im Landkreis Mansfeld-Südharz in Sachsen-Anhalt. Sie gehört zum Pfarrbereich Obersdorf im Kirchenkreis Eisleben-Sömmerda der Evangelischen Kirche in Mitteldeutschland.

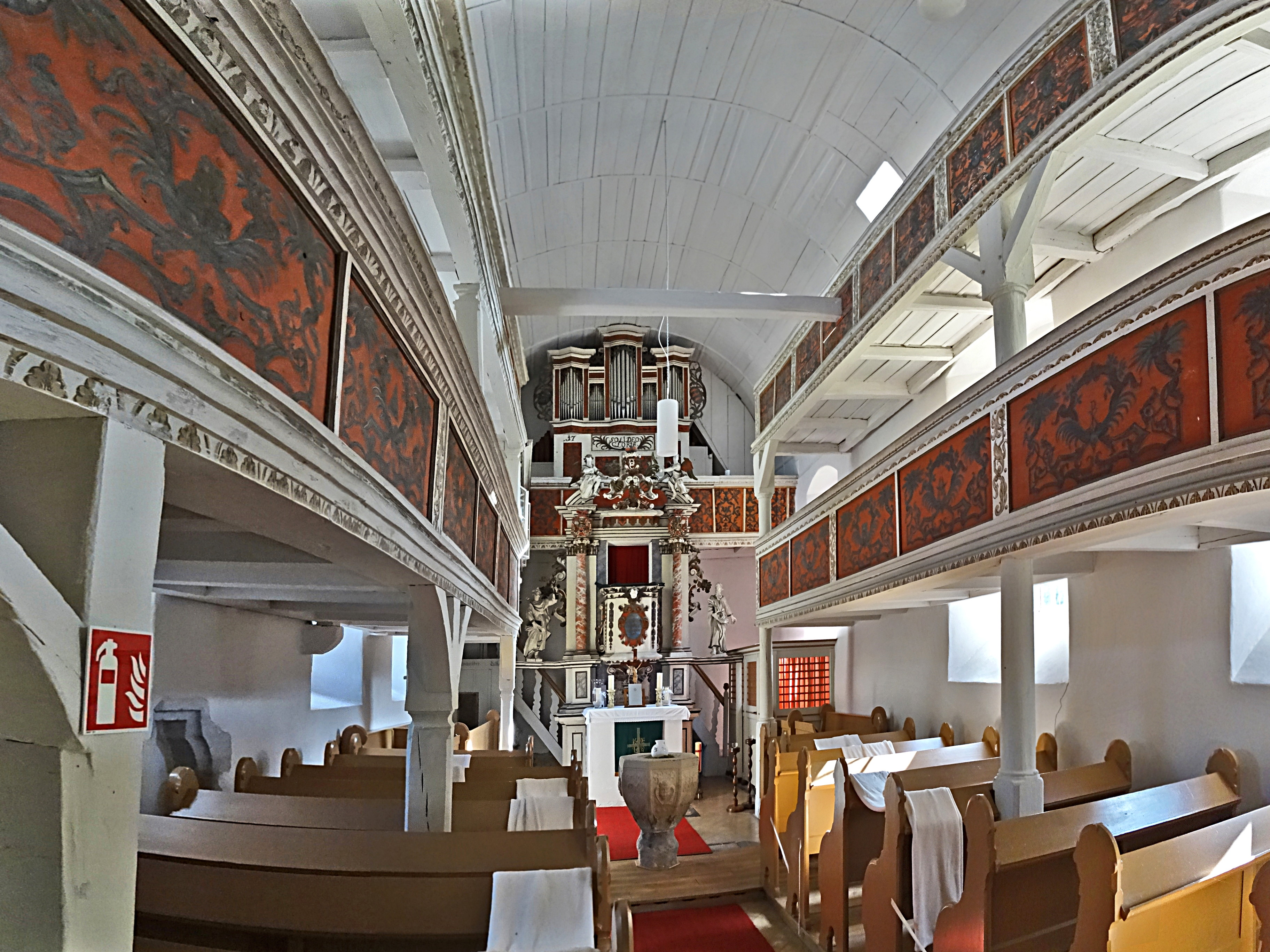
Innenansicht

## Geschichte
Bereits im Jahre 1000 soll im Dorf eine Kirche existiert haben. 1535 wurde die Kirche erstmals urkundlich erwähnt. Über einen Vorgängerbau wird nichts berichtet. 1539 ging man mit der Einführung der Reformation zum evangelisch-lutherischen Glauben über.
Im 18. Jahrhundert wurde die Kirche baufällig und ein Kirchenneubau erforderlich, der 1780 abgeschlossen war. Zwei Glocken aus dem Mittelalter sind noch erhalten. Der Kanzelaltar stammt von 1730.
Die Kirche steht als Baudenkmal unter Denkmalschutz und trägt im Denkmalverzeichnis die Erfassungsnummer 094 83942.

## Orgel

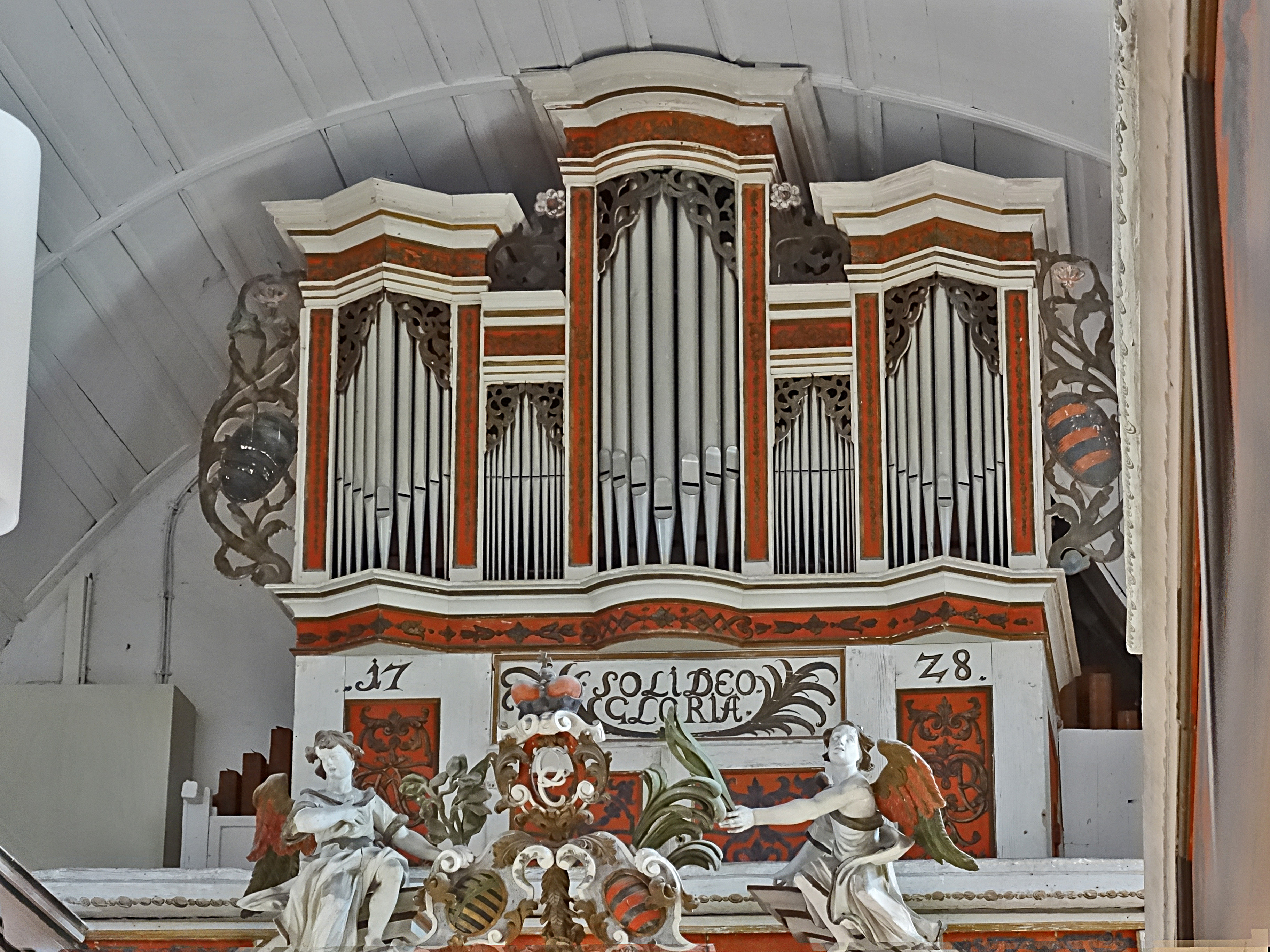
Orgelprospekt

Die  Orgel des Orgelbauers Papenius geht auf das Jahr 1696 zurück, als ein namenloser Orgelbauer das pedallose Werk auf Principal 2' Basis erbaute. Von dieser Orgel sind vier Register erhalten. 1728 erfolgte durch Zacharias Hildebrandt der Neubau der Orgel unter Verwendung der vorhandenen vier Register mit weiteren Registern ohne Pedal. Bereits 1773 wurde die Orgel durch Johann Gottfried Thiele aus Schloßvippach verändert, indem zwei Register im Manual abgebaut und 2 Pedalladen und -register neu erbaut wurden. Durch die Firma Eule aus Bautzen erfolgte 1982 die letzte Instandsetzung.
Die Disposition lautet:
| Manual CD–c3  |         |      |
| Gedackt       | 8′      |      |
| Rohrflöte     | 8′      |      |
| Quintade      | 8′      | 1728 |
| Prinzipal     | 4′      |      |
| Gedackt       | 4′      |      |
| Nasat         | 2 ⁄3′   |      |
| Oktave        | 2′      |      |
| Quinte        | 1 ⁄3′   |      |
| Sifflöt       | 1′      |      |
| Cornett III D |         |      |
| Mixtur III    | (1 ⁄3′) |      |

| Pedal C–c1   |     |      |
| Subbaß       | 16′ | 1774 |
| Prinzipalbaß | 8′  | 1774 |

Spielhilfen:
- Pedalkoppel
- Tremulant